# Parco nazionale di Sagarmatha
Il parco nazionale di Sagarmatha si trova nel Nepal orientale, e contiene al suo interno una parte dell'Himalaya compresa la parte meridionale dell'Everest. Il parco venne istituito il 19 luglio 1976, e nel 1979 venne aggiunto ai patrimoni dell'umanità. Sagarmatha è il termine sanscrito per "madre dell'universo", ed è l'attuale nome Nepali del monte Everest.

## Descrizione
Il parco racchiude un'area di 1148 km² e spazia in altitudine dai 2845 metri di Jorsale agli 8850 della cima dell'Everest. Le sterili terre sopra i 5000 rappresentano il 69% del parco, mentre il 28% è adibito a pascolo ed il 3% a foresta. Buona parte del territorio è composto da rocce scoscese, solcato da fiumi profondi e da ghiacciai. A differenza di altri parchi, questo può essere diviso in quattro zone climatiche a causa dell'altitudine estesa. Dal basso si trovano le foreste, una zona con clima alpino, la cui parte più alta ospita le ultime forme di vegetazione, ed infine la zona artica dove non si trovano piante. Piante ed animali dipendono, ovviamente, dall'altitudine. Nel parco si trova il corso superiore del fiume Dudh Kosi.
Il centro visitatori si trova sulla cima di una collina a Namche Bazaar, insieme ad una compagnia dell'Esercito Nepalese che ha il compito di difendere il parco. L'entrata meridionale si trova poche centinaia di metri a nord di Mondzo, a 2835 metri, ad un giorno di viaggio da Lukla.

## Flora e fauna
Nella zona forestale crescono betulle, ginepri, pini, bambù e rododendri. Al di sopra si trovano arbusti ed altre piante piccole. Al crescere dell'altitudine la vegetazione diventa composta da muschi e licheni, fino ad un'altezza di circa 5750 metri, la linea della neve perenne sull'Himalaya.
Sopra i 3500 metri si diradano gli abeti, lasciando il posto a betulle, rododendri e ginepri. Le foreste offrono l'habitat ad almeno 118 specie di uccelli, tra cui fagiani dell'Himalaya, fagiani insanguinati, gracchi corallini e gracchi alpini. Il parco nazionale di Sagarmatha ospita anche specie rare quali moschidi, yak, leopardi delle nevi, orsi bruni dell'Himalaya e panda minori. Altre forme di vita del parco sono i cervi, scimmie, lepri, volpi di montagna e lupi Himalayani. Questi animali sono presenti in pochi esemplari, per cui non sempre si riescono ad osservare.
L'ossigeno diminuisce con l'aumentare dell'altitudine. Gli animali che abitano il parco si sono adattati alla scarsità di ossigeno ed alle basse temperature. Hanno un pelo folto che trattiene il calore corporeo. Gli orsi vanno in letargo durante l'inverno quando non si trova il cibo.